# Munro Chambers
Munro Chambers est un acteur canadien, né le 29 juillet 1990 à Ajax dans la province d'Ontario, connu pour son rôle de Wilder dans Buzz Mag. Il aime les jeux vidéo, le skateboard et joue de la guitare. Il obtient son premier rôle pour une publicité McDonald's à l'âge de 8 ans.  
Depuis 2010, il fait partie de la distribution de la série télévisée Degrassi : La Nouvelle Génération.
Munro a deux frères : Thomas, son frère jumeau dont il est le cadet à deux minutes près, et Michael. 
Gymnaste consacré, il est devenu un concurrent au niveau régional et est actuellement le deuxième meilleur trampoliniste en Ontario, son frère Thomas étant le premier.
Munro vit actuellement à Newmarket, en Ontario.

## Filmographie
- 2001 : Le Petit Homme (Rob)
- 2003 : Les Aventuriers des mondes fantastiques (Sandy Murray)
- 2004 : Godsend, expérience interdite (Max Shaw)
- 2005 : L'Héritage de la passion (Greg Ammon)
- 2005 : Au-delà des barrières (Billy)
- 2005 : Oscar, le chien qui vaut des milliards (Max Rizzo)
- 2008-2010 : Buzz Mag (Wilder)
- 2010-2015 : Degrassi : La Nouvelle Génération (Elijah Goldsworthy) (155 épisodes)
- 2011 : Beethoven sauve Noël (Beethoven's Christmas Adventure) de John Putch (TV) (Mason)
- 2015 : Turbo Kid de François Simard, Anouk Whissell et Yoann-Karl Whissell (The Kid)
- 2018: Hellmington de Justin Hewitt-Drakulic et Alex Lee Williams (Brad Kovacs)